# Condado de Alachua
O condado de Alachua (em inglês:  Alachua County) é um dos 67 condados do estado americano da Flórida. Foi fundado em 29 de fevereiro de 1824. A sede e cidade mais populosa do condado é Gainesville.

## Geografia
De acordo com o United States Census Bureau, o condado possui uma área de 2 509 km², dos quais 2 266 km² estão cobertos por terra e 243 km² por água. Localiza-se na região centro-norte do estado.

## Demografia
Segundo o censo nacional de 2010, o condado possui uma população de 247 336 habitantes e uma densidade populacional de 789 hab/km². Possui 112 766 residências, que resulta em uma densidade de 49,8 residências/km².
Das nove localidades incorporadas no condado, Gainesville é a mais populosa e a mais densamente povoada, com 124 354 habitantes e densidade populacional de 783,2 hab/km². La Crosse é a menos populosa, com 360 habitantes. De 2000 para 2010, a população de La Crosse cresceu 152% e a de Archer reduziu em 13%. Apenas uma localidade possui população superior a 100 mil habitantes.